# The Fifth (Bad Boys Blue)
The Fifth è il quinto album in studio del gruppo musicale tedesco Bad Boys Blue, pubblicato nel 1989.

## Tracce
1. Lady in Black – 3:46
2. Someone to Love – 3:05
3. A Train to Nowhere – 3:53
4. I'm Not a Fool – 3:49
5. No Regrets – 4:45
6. Where Are You Now – 3:38
7. Fly Away – 3:44
8. Love Me or Leave Me – 3:54
9. Show Me the Way – 3:54
10. A Train to Nowhere (Train Mix) – 3:59